# Alice von Hildebrand
Alice von Hildebrand (Bruselas, 11 de marzo de 1923-New Rochelle, 14 de enero de 2022) fue una filósofa, escritora, profesora universitaria y teóloga católica belga-estadounidense.

## Biografía
Nacida en la capital de Bélgica, se mudó a los Estados Unidos en 1940 y comenzó a enseñar en el Hunter College en Nueva York en 1947. Estudiante en la Universidad de Fordham, Alice Jourdain conoció al filósofo, teólogo y profesor Dietrich von Hildebrand (1889-1977), con quien se casó en 1959. El matrimonio no tuvo hijos. Anteriormente Dietrich había contraído matrimonio con Gretchen von Hildebrand (19 de julio de 1885-Bogotá, 29 de julio de 1957). La pareja tuvo un hijo: Franz von Hildebrand (17 de febrero de 1912). 
Su nieto es el etnólogo Martin von Hildebrand, que se mudó a Colombia en 1948 cuando sus padres, Franz von Hildebrand (hijo Dietrich y su primera mujer, Gretchen) y Deirdre Mulcahy, fueron invitados a Bogotá para fundar la Universidad de los Andes.
Tradujo al francés uno de los libros maestros de su marido, The Ravaged Vine (1973), en el que “expone claramente los errores fundamentales del espíritu posconciliar”. En 1984 se jubiló y continuó viviendo en Estados Unidos, hasta su fallecimiento. A través de sus obras contribuyó a la comprensión de la feminidad y de la dignidad de la mujer, del papel de los laicos y de la vocación del matrimonio.
Es Dama Comandante de la Orden de San Gregorio Magno.